# Distretto di Mudan
Il distretto di Mudan (牡丹区S, Mǔdān QūP) è un distretto della Cina, situato nella provincia dello Shandong e amministrato dalla prefettura di Heze.